# Timber (canção)
"Timber" é um canção do rapper estadunidense Pitbull, contida em seu segundo extended play (EP) Meltdown (2013). Conta com a participação da cantora compatriota Kesha. Foi composta por ambos intérpretes juntamente com Priscilla Renea, Breyan Stanley Isaac, Pebe Sebert, Lee Oskar, Keri Oskar, Greg Errico, Dr. Luke, Cirkut e Sermstyle, sendo produzida por estes três últimos. O seu lançamento como o primeiro single da reedição do disco ocorreu em 7 de outubro de 2013, através da RCA Records. A canção ficou entre os singles mais baixados em 2014, segundo dados da IFPI.

## Faixas e formatos
| Download digital |                      |         |  |
| N.º              | Título               | Duração |  |
| 1.               | "Timber" (com Kesha) | 3:24    |  |

| CD single |                                    |         |  |
| N.º       | Título                             | Duração |  |
| 1.        | "Timber" (com Kesha)               | 3:24    |  |
| 2.        | "Outta Nowhere" (com Danny Mercer) | 3:28    |  |

## Desempenho nas tabelas musicais

### Posições
| Tabela musical (2013)                                  | Melhor posição |
| ------------------------------------------------------ | -------------- |
| Alemanha (Media Control Charts)                        | 1              |
| Austrália (ARIA Charts)                                | 4              |
| Áustria (Ö3 Austria Top 40)                            | 1              |
| Bélgica (Ultratop 50 de Flandres)                      | 4              |
| Bélgica (Ultratop 40 da Valônia)                       | 9              |
| Brasil (Brasil Hot 100 Airplay)                        | 29             |
| Brasil (Brasil Hot Pop Songs)                          | 9              |
| Canadá (Canadian Hot 100)                              | 1              |
| Coreia do Sul (Gaon Music Chart)                       | 3              |
| Dinamarca (Tracklisten)                                | 2              |
| Escócia (The Official Charts Company)                  | 1              |
| Eslováquia (IFPI Slovenská Republika)                  | 13             |
| Espanha (Productores de Música de España)              | 6              |
| Estados Unidos (Billboard Hot 100)                     | 1              |
| Estados Unidos (Adult Pop Songs)                       | 10             |
| Estados Unidos (Hot Dance Club Songs)                  | 1              |
| Estados Unidos (Latin Pop Songs)                       | 16             |
| Estados Unidos (Pop Songs)                             | 1              |
| Estados Unidos (Rap Songs)                             | 1              |
| Finlândia (IFPI Finlândia)                             | 2              |
| França (Syndicat National de l'Édition Phonographique) | 8              |
| Irlanda (Irish Recorded Music Association)             | 3              |
| Japão (Japan Hot 100)                                  | 28             |
| Noruega (VG-lista)                                     | 1              |
| Nova Zelândia (Recorded Music NZ)                      | 3              |
| Países Baixos (MegaCharts)                             | 3              |
| Polónia (Związek Producentów Audio Video)              | 3              |
| Reino Unido (UK Singles Chart)                         | 1              |
| Reino Unido (UK R&B Chart)                             | 1              |
| Chéquia (IFPI Česká Republika)                         | 5              |
| Suécia (Sverigetopplistan)                             | 1              |
| Suíça (Schweizer Hitparade)                            | 3              |

### Certificações
| País                  | Certificação |
| --------------------- | ------------ |
| Alemanha (BVMI)       | Ouro         |
| Austrália (ARIA)      | 2× Platina   |
| Canadá (Music Canada) | 2× Platina   |
| Nova Zelândia (RMNZ)  | Platina      |
| Suécia (GLF)          | Platina      |

## Histórico de lançamento
| País           | Data                   | Formato          | Gravadora |
| -------------- | ---------------------- | ---------------- | --------- |
| Alemanha       | 7 de outubro de 2013   | Download digital | RCA       |
| Austrália      |                        | Download digital | RCA       |
| Bélgica        |                        | Download digital | RCA       |
| Brasil         |                        | Download digital | RCA       |
| Canadá         |                        | Download digital | RCA       |
| Dinamarca      |                        | Download digital | RCA       |
| Espanha        |                        | Download digital | RCA       |
| Estados Unidos |                        | Download digital | RCA       |
| França         |                        | Download digital | RCA       |
| Irlanda        |                        | Download digital | RCA       |
| Itália         |                        | Download digital | RCA       |
| Nova Zelândia  |                        | Download digital | RCA       |
| Países Baixos  |                        | Download digital | RCA       |
| Portugal       |                        | Download digital | RCA       |
| Suécia         |                        | Download digital | RCA       |
| Estados Unidos | 15 de outubro de 2013  | Rádio mainstream | RCA       |
| Alemanha       | 15 de novembro‎ de 2013 | CD single        | RCA       |